# Galaxie noire

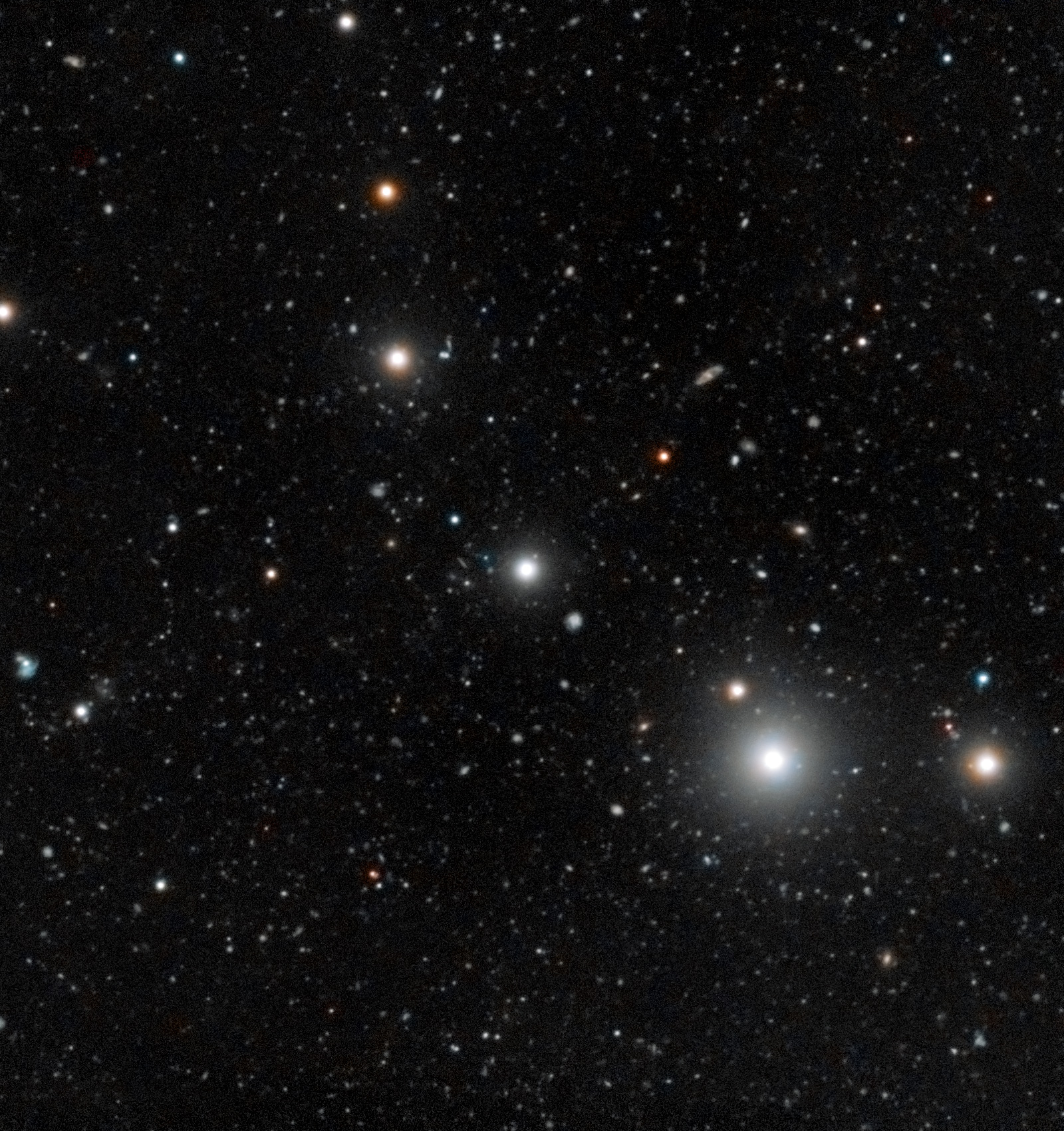
Le quasar HE 0109-3518 a donné l'occasion d'essayer de mettre en évidence des galaxies noires.

Une galaxie noire est un type hypothétique de galaxie caractérisé par un halo de matière noire dans lequel un disque de gaz baryonique, plus ou moins dense, se trouve piégé en équilibre. Ces galaxies ne produisent pas d'étoiles, ou en produisent à un rythme très lent ; elles sont donc totalement obscures, ce qui les rend particulièrement difficiles à détecter. Leur niveau de fabrication d’étoiles est de cent fois inférieur aux galaxies dites ordinaires. Les astronomes ont calculé qu'il leur faudrait plus de 100 milliards d’années pour transformer la totalité de la matière interstellaire qu’elles contiennent en étoiles. Il s'agirait d'un cas extrême de galaxie à faible brillance de surface dont le rapport masse/luminosité tend vers l'infini. L’apparition de ces galaxies daterait des premiers milliards d’années de l’Univers et correspondrait à l’une des premières étapes de la formation des galaxies. Les galaxies actuelles, plus grandes et peuplées d'étoiles, se seraient formées à partir des galaxies noires. 
La détection de ces galaxies est importante pour la validation du modèle ΛCDM et pour comprendre le processus de formation des galaxies. La fraction {\displaystyle m_{d}} de masse de matière baryonique par rapport à la matière noire est particulièrement faible, allant de 0,01 à 0,15 selon les modèles. La matière baryonique, quant à elle est principalement composée de gaz neutre et de poussières.

## Propriétés
Formées dans les premiers milliards d'années de l'Univers, ces galaxies constitueraient les briques à partir desquelles les galaxies actuelles, plus complexes, se sont formées. Des astronomes pensent que l'Univers devait être constellé de ces galaxies noires à ses débuts.
Il est difficile d'estimer la taille des galaxies noires. Deux tailles potentielles pourraient être soit le double de la taille de la Voie lactée soit celle d'un petit quasar.

## Observation
Les galaxies noires ayant peu ou pas d'étoiles, elles émettent peu de lumière, ce qui empêche leur détection visuelle directe. Les astronomes ont longtemps cherché des moyens de détection permettant d'établir la preuve de l'existence de ce type de galaxie. 
La première annonce de l'observation de galaxies noires est faite à l'été 2012 par une équipe de chercheurs de l'Observatoire européen austral (ESO),.

D'après le professeur Simon Lilly, coauteur de la publication : 

« Notre approche pour détecter une galaxie noire a été plutôt simple : braquer une lumière très vive là où nous supposions qu'elle existait [...] Nous avons recherché l'enveloppe fluorescente du gaz présent dans les galaxies noires quand elles sont illuminées par la lumière aux ultraviolets qui émane d'un proche quasar. La lumière du quasar s'est projetée sur les galaxies noires, de la même manière que des vêtements blancs réagissent aux lampes à ultraviolets dans les boîtes de nuits. »

— Simon Lilly, Galaxies noires : leur existence enfin prouvée
.

## Galaxies noires potentielles

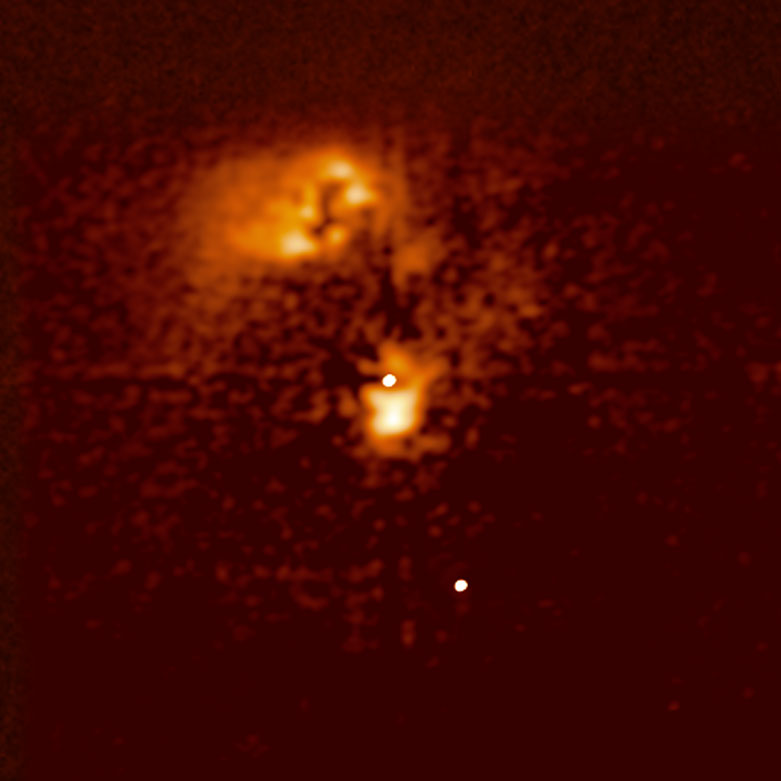
Image du quasar HE 0450-2958 prise par le télescope spatial Hubble. L'objet est situé près du centre de l'image. On n'y trouve aucune galaxie hôte. Près du sommet de l'image se trouve une galaxie. L'objet ponctuel en bas à droite est une étoile en avant-plan.

- HE 0450-2958 est un quasar pour lequel aucune galaxie hôte n'a été découverte[9]. On a suggéré qu'elle peut être une galaxie sombre dans laquelle un quasar serait devenu actif. Cependant, des observations supplémentaires ont révélé la possible présence d'une galaxie hôte[10].

- HVC 127-41-330 est un nuage à grande vitesse voisin de la galaxie naine des Poissons, non loin de la galaxie du Triangle. Il est considéré comme une possible galaxie noire.

- La nature de VIRGOHI21 est discutée depuis ses premières observations au début des années 2000[11]. Située à environ 50 millions d'années-lumière de la Terre, elle devrait normalement être observable à l'aide des télescopes optiques, mais ce n'est pas le cas[11]. Elle a été observée à l'aide de la raie à 21 centimètres[12].